# قوما
القُوما نوع من الشعر الشَّعبي عراقي في عصر العباسي، شاع في بغداد في القرن السادس الهجري، ثم انتشر في سواها من الحواضر العربية.  ووزن القوما شبيه من وزن الكان والكان ووزن مجزوء الرَّجز، وهو مُستَفعِلُن فِعلان أو فاعِلان مكرّّرة مرّتين. 

## نشأته
ويجمع الرُّواه على أنُّ هذا اللَّون من الشّعر الشعبي إنّما نُظِم لدعاء السّحور في شهر رمضان، وأنَّ تسميته قد أُخِذت من قول المسحُّر: «قوما نسحر قوما». ويُروى أنُّ رجلاً يُكنّى بـأبي نقطة كان يجيد هذا النّظم في سحور رمضان، وكان الخليفة الناصر في أواخر القرن السادس الهجريّ يطرب له ويعجب بنظمه، فجعل للرجل مرتّباً سنويّاً، فلمّا مات أبو نقطة، وكان له غُلام يجيد، أيضاً، نظم القوما، أراد أن يُنبِّه الخليفة إلى موت والده، فجمع بعض الغلمان، ووقت معهم خارج قصر الخلافة في الليلة الأولى من رمضان، وأخذ يُغنَّي بصوت رخيم. وممّا نظمه قوله:
فأعجب به الخليفة، وجعل له ضغف ما كان لأبيه.

## أنواعه
لقوما أربعة أنواع: 

النوع الأول يكون مركّباً من أربعة أقفال، ثلاثة منها وهي الأول، والثاني، والرابع، متساوية في الوزن والقافية، ومخطَّطه:
ومثاله:
وهذا النوع هو الأكثر شيوعاً.
النوع الثاني يكون مركّباً من أربعة أقفال على نفس القافية والوزن. مخطّطه:
ومثاله قول صفي الدين الحلي:
نوع ثالث يتركِّب من أربعة أشطر، ثلاثة منها اتَّفقت وزناً وقافيةً، والرابع أطول وزناً وهو مُهمَل بغير قافيه.
نوع رابع يتكوَّن من ثلاثة أشطر مختلفة الوزن متّفقة القافية، أوَّلها أقصر من الثاني، والثاني أقصر من الثالث. ولم أظفر للنوعين الأخيرين بأمثلة في كتب الأدب.